# Flinn (Automobilhersteller)
Flinn war ein US-amerikanischer Hersteller von Automobilen.

## Unternehmensgeschichte
Richard J. Flinn betrieb das Unternehmen. Der Sitz war in West Roxbury, einem Stadtteil von Boston in Massachusetts. Ab Dezember 1902 bot er selbst hergestellte Automobile an. Der Markenname lautete Flinn, evtl. mit dem Zusatz Steam. 1903 wurde er noch als Kraftfahrzeughersteller gelistet. Laut einer Quelle endete die Produktion erst 1904.

## Fahrzeuge
Im Angebot standen ausschließlich Dampfwagen. Weitere Daten liegen nicht vor.